# 岩波雄二郎
岩波 雄二郎（いわなみ ゆうじろう、1919年〈大正8年〉6月25日 - 2007年〈平成19年〉1月3日）は、日本の実業家。岩波書店社長・会長・相談役。神奈川県出身。

## 経歴
岩波書店の創業者である岩波茂雄の次男として生まれる。東京府立第一中学校、旧制成城高校を経て、東京帝国大学文学部を卒業。
1946年（昭和21年）1月16日に岩波書店に入店する。1949年（昭和24年）4月25日、同社が株式会社に改組されたおり社長に就任した。1949年（昭和24年）9月3日、東京青年商工会議所（現・東京青年会議所）の発足に参画し、発足当初のチャーター・メンバー48名のひとりとなる。およそ30年に渡って社長を務め、社長在任中には広辞苑を刊行している。1978年（昭和53年）5月30日には会長に就任、1998年（平成10年）には会長を退任して相談役に就任した。
2007年（平成19年）1月、多臓器不全のため死去した。87歳。

## 家族
妻の岩波淳子は岩波ホール総支配人である高野悦子の姉であり、淳子も岩波ホールの支配人を務めた。娘の岩波律子は、岩波ホール支配人を、1990年（平成2年）から、2022年（令和4年）7月29日の同ホール閉館まで務めた。